# Hainfeld (Pfalz)

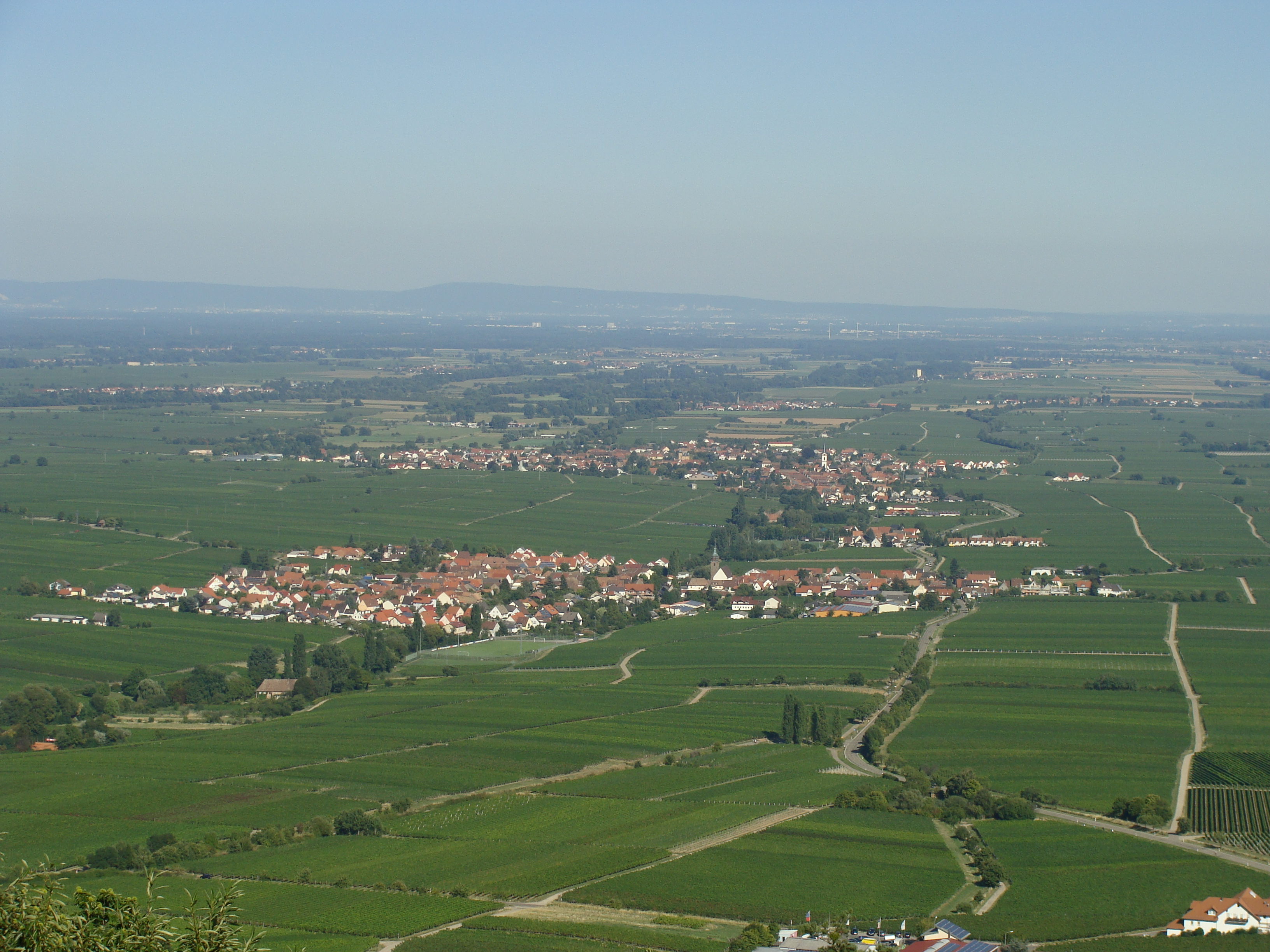
Blick auf Hainfeld vom Annaberg aus, im Hintergrund Edesheim

Hainfeld ist eine Ortsgemeinde im Landkreis Südliche Weinstraße in Rheinland-Pfalz und gehört zur Verbandsgemeinde Edenkoben.

## Geographie

### Lage
Die Ortsgemeinde liegt fünf Kilometer südwestlich von Edenkoben zwischen der Haardt, wie der Ostrand des Pfälzerwaldes genannt wird, und dem Rhein in der Region Weinstraße. Zur Gemeinde gehören zudem zwei Exklaven im Pfälzerwald. Zu Hainfeld gehört zusätzlich der Wohnplatz Mittelmühle. Nachbargemeinden sind – im Uhrzeigersinn – Rhodt unter Rietburg, Edesheim, Roschbach, Flemlingen, Burrweiler und Weyher in der Pfalz. Die eine Exklave grenzt im Uhrzeigersinn – einschließlich Exklaven – an Ramberg, Weyher in der Pfalz, Edesheim und Burrweiler. Die weiter westlich liegende grenzt an Edenkoben, Edesheim, Burrweiler, Roschbach, Flemlingen, Landau in der Pfalz, Weyher in der Pfalz, Edesheim und Rhodt unter Rietburg.

### Erhebungen
Auf der Gemarkung der weiter östlich liegenden Exklave befindet sich die Nordseite des Roßberg. Die zweite Exklave liegt weiter nordwestlich und umfasst unter anderem die Nordflanke des 566 Meter hohen Pfaffenkopf, die Nordwestflanke des 581,3 m hohen Hermeskopf und die Südflanke des 455,5 m hohen Birkenkopfs.

### Gewässer
Mitten durch das Siedlungsgebiet verläuft in West-Ost-Richtung der Modenbach. Vor Ort mündet in diesen von rechts der Lützelbach. Die östliche Exklave wird im Osten durch den Ziegelbach begrenzt. Innerhalb der an anderen entspringt der Kohlbach.

## Geschichte
Der Ort wurde erstmals 781 im Güterverzeichnis des Klosters Lorsch unter dem Namen Stratfeld erwähnt. Bereits damals war Weinanbau eine wichtige Erwerbsquelle. Vom 15. bis Ende des 18. Jahrhunderts gehörte der Ort dem Hochstift Speyer und unterstand dort dem Amt Edesheim. In den Jahren 1621 und 1651 erfolgten kriegsbedingte Zerstörungen.
Im Jahr 1673 wurde der Ort von den Franzosen besetzt. Damals kam es zu einem Anschlag auf die französischen Soldaten, nach dem die Dorfbewohner in der Region als die „Seselmörder“ bzw. „Seselmesser“ bezeichnet wurden. Frankreich besetzte den Ort erneut 1779 und, nach einer kurzen preußischen Besetzung, 1793.
Von 1798 bis 1814, als die Pfalz Teil der Französischen Republik (bis 1804) und anschließend Teil des Napoleonischen Kaiserreichs war, war Heimfelden – so der damalige Ortsname – in den Kanton Edenkoben eingegliedert und unterstand der Mairie Weyer. 1815 hatte der Ort insgesamt 690 Einwohner. Im selben Jahr wurde er Österreich zugeschlagen. Bereits ein Jahr später wechselte der Ort wie die gesamte Pfalz in das Königreich Bayern. Von 1818 bis 1862 gehörte die Gemeinde dem Landkommissariat Landau an; aus diesem ging das Bezirksamt Landau  hervor.
Ab 1939 war der Ort Bestandteil des Landkreises Landau in der Pfalz. Nach dem Zweiten Weltkrieg wurde Hainfeld innerhalb der französischen Besatzungszone Teil des damals neu gebildeten Landes Rheinland-Pfalz. Im Zuge der ersten rheinland-pfälzischen Verwaltungsreform wechselte der Ort am 7. Juni 1969 in den neu geschaffenen Landkreis Landau-Bad Bergzabern, der 1978 in Landkreis Südliche Weinstraße umbenannt wurde. 1972 wurde Hainfeld der ebenfalls neu gebildeten Verbandsgemeinde Edenkoben zugeordnet.

### Konfessionsstatistik
Ende des Jahres 2013 waren 61,4 % der Einwohner katholisch und 19,6 % evangelisch. Die übrige 19,0 % gehörten einer anderen Glaubensgemeinschaft an oder waren konfessionslos. Die Zahl der Katholiken ist seitdem gesunken. Ende November 2021 hatten 49,8 % der Einwohner die katholische Konfession und 19,6 % die evangelische. 30,6 % gehörten entweder einer anderen Glaubensgemeinschaft an oder waren konfessionslos.

## Politik

### Gemeinderat
Der Gemeinderat in Hainfeld besteht aus zwölf Ratsmitgliedern, die bei der Kommunalwahl am 9. Juni 2024 in einer Mehrheitswahl gewählt wurden, und der ehrenamtlichen Ortsbürgermeisterin als Vorsitzender.

### Bürgermeister
Ute Schweig wurde am 27. August 2024 Ortsbürgermeisterin von Hainfeld. Bei der Direktwahl am 9. Juni 2024 war sie als einzige Bewerberin mit einem Stimmenanteil von 79,7 % für fünf Jahre gewählt worden.
Schweigs Vorgänger Wolfgang Schwarz von der SPD hatte das Amt seit 2004 inne und kandidierte 2024 nicht erneut. Seine Vorgänger waren Horst Schmid und der 1987 verstorbene Hermann Hundemer.

### Wappen
| Wappen von Hainfeld | Blasonierung: „In Blau ein durchgehendes silbernes Kreuz, belegt mit einem schwarzen Gemarkungszeichen in Form eines mit dem oberen Arm nach oben verlängerten und nach rechts mit einem Widerhaken besetzten Kreuzes in einem Kreis, oben rechts bewinkelt von einer goldenen Traube.“ |
| Wappen von Hainfeld | Wappenbegründung: Es wurde 1961 vom Mainzer Innenministerium genehmigt und enthält neben dem Gemarkungszeichen, das auf ein Siegel von 1742 zurückgeht, das Kreuz des Hochstifts Speyer.                                                                                                |

## Kultur und Sehenswürdigkeiten

### Kulturdenkmäler

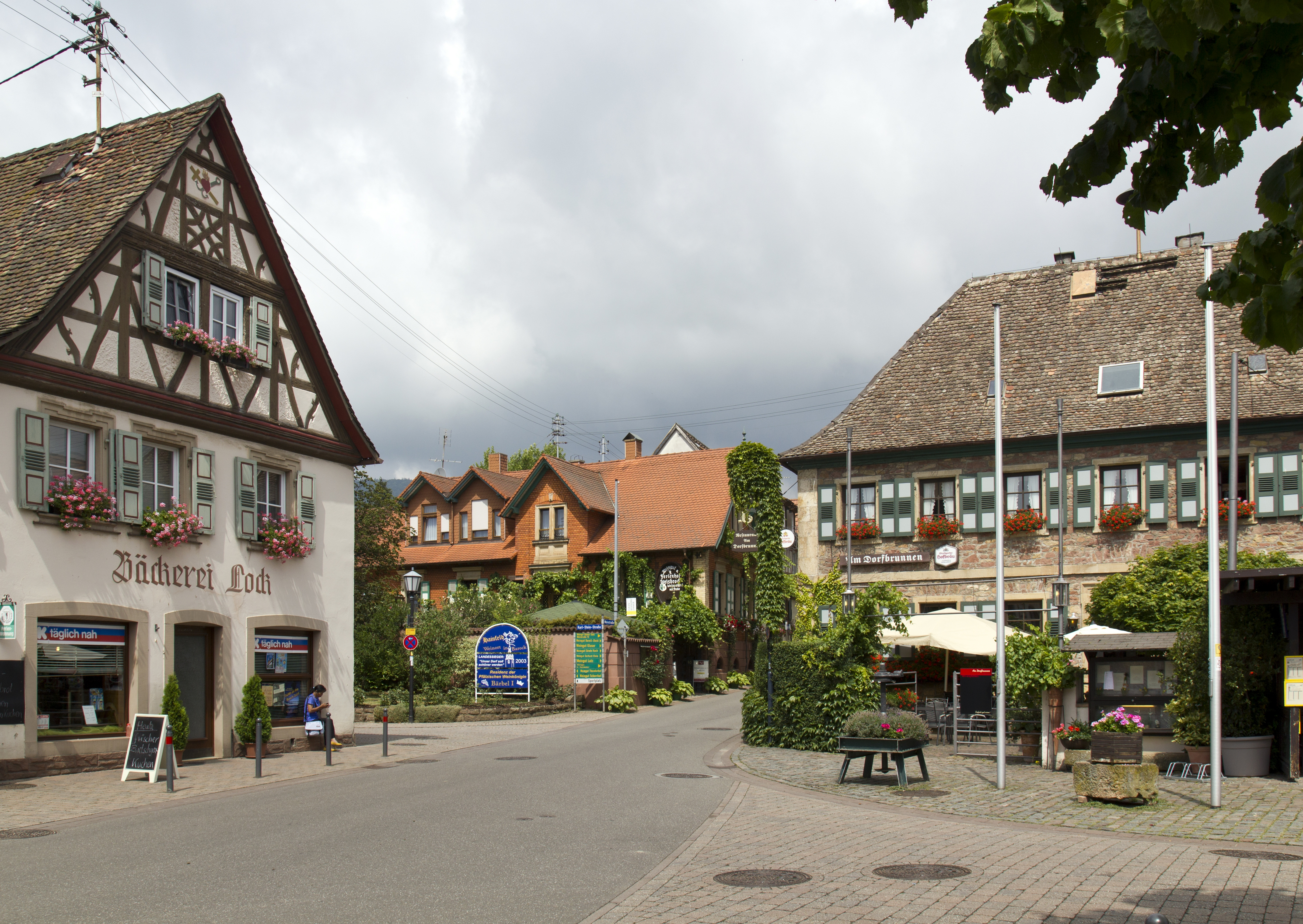
Denkmalzone Ortskern

Der Ortskern ist als Denkmalzone ausgewiesen. In ihm befinden sich zahlreiche historische Gebäude im Stil der Renaissance, des Rokoko und des Barock. Hinzu kommen außerdem zahlreiche Einzelobjekte, die unter Denkmalschutz stehen. Als das Wahrzeichen gilt die Kirche mit einem im Jahr 1886 umgestalteten Turm. Der Röhrenbrunnen stammt aus dem Jahr 1561.

### Natur
Auf Gemarkung von Hainfeld befinden sich mit der Dorflinde im Siedlungsgebiet und in einer Edelkastanie in der einen Waldexklave insgesamt zwei Naturdenkmale. Das gesamte Gemeindegebiet – einschließlich des Bereichs jenseits des Pfälzerwaldes mit Bebauung samt umliegender Weinberge – ist Bestandteil des Naturpark Pfälzerwald, der wiederum zum grenzüberschreitenden Biosphärenreservat Pfälzerwald-Vosges du Nord gehört.

### Veranstaltungen
2006 war Hainfeld Eröffnungsort des Erlebnistags Deutsche Weinstraße; das Motto lautete „Kulinarische Pfalz“.

## Wirtschaft und Infrastruktur

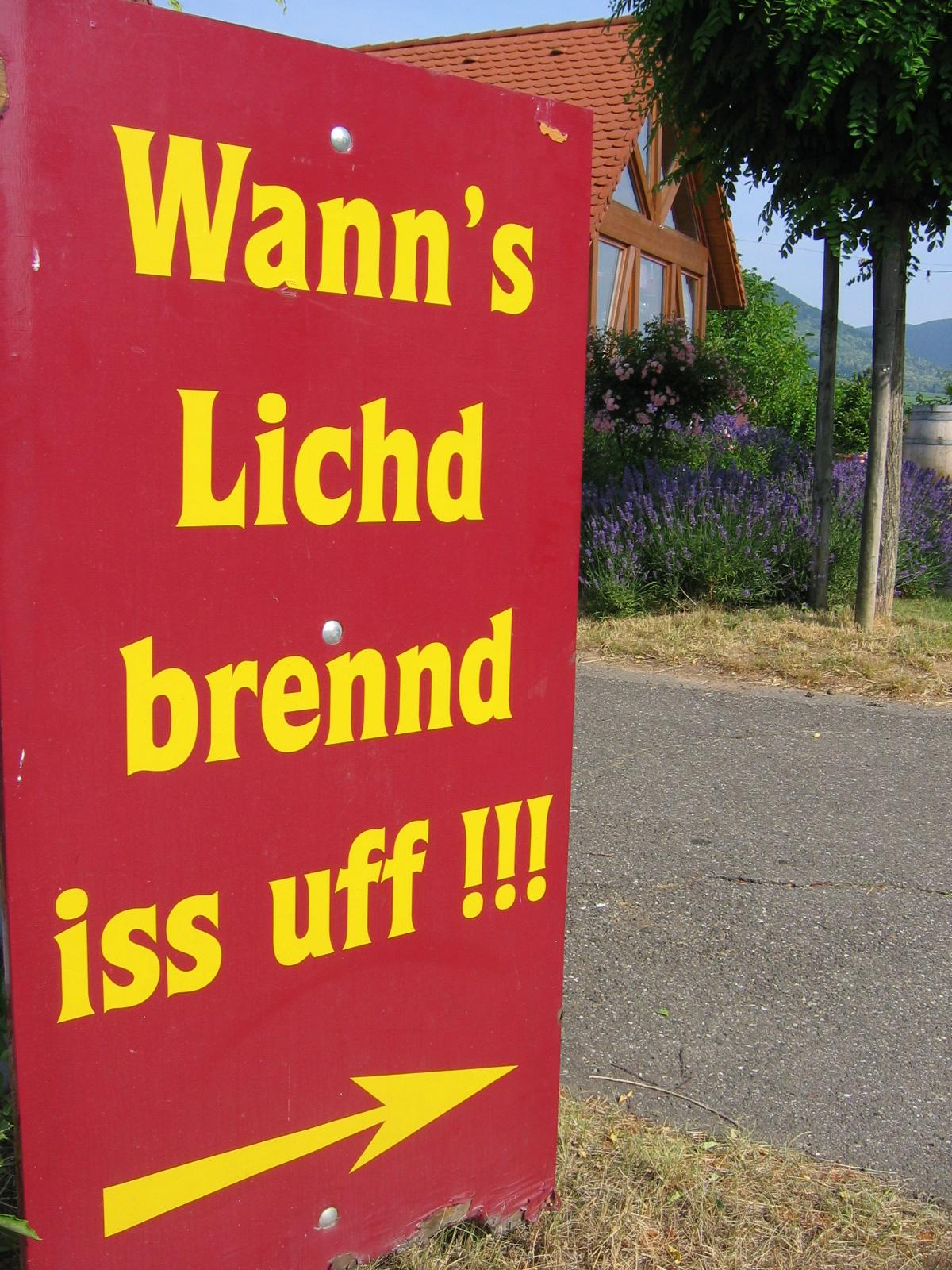
Schild einer Gaststätte in Hainfeld

### Wirtschaft
Hauptwirtschaftszweig der Ortsgemeinde ist der Weinbau. Als solche ist sie Teil des Weinanbaugebiets Pfalz. Vor Ort befinden sich die Einzellagen Kapelle (mit der Sublage Kastanienberg), Kirchenstück und Letten. Im Ort selbst befinden sich außerdem zahlreiche alte Winzerhäuser. Im Zuge der Haingeraide war Hainfeld an der sogenannten dritten Haingeraide beteiligt, die in der frühen Neuzeit aufgelöst und die teilweise der Gemeinde unterstellt wurde.

### Verkehr
Durch Hainfeld führte von 1913 bis 1953 die Pfälzer Oberlandbahn.
Außerdem verlaufen die Landesstraßen 507 und 512 durch die Gemeinde. Erstere verbindet sie mit Birkweiler und Speyer und letztere mit Landau sowie Neustadt. Die Kreisstraße 56 führt nach Roschbach. Der Ort ist über die von PalatinaBus betriebenen Buslinien 500 und 501 des Verkehrsverbundes Rhein-Neckar an das Nahverkehrsnetz angebunden, die beide nach Landau und Neustadt führen.

### Tourismus
Durch Hainfeld verlaufen die Deutsche Weinstraße und der Radweg Deutsche Weinstraße. Außerdem ist der Ort westlicher Ausgangspunkt des Radwegs Vom Rhein zum Wein.

## Persönlichkeiten

### Ehrenbürger
- Schwester Agapita (1908/09–1988) wurde wegen ihrer langjährigen Verdienste um das Wohl der Hainfelder Bürger 1983 zur Ehrenbürgerin gewählt.[8]
- Horst Schmid (* 1933), von 1987 bis 2004 Ortsbürgermeister, in der Folgezeit zum Ehrenbürger ernannt.[8][15]

### Söhne und Töchter der Gemeinde
- Alexander Bilabel (1856–1935), Richter, Präsident des OLG Zweibrücken

### Personen, die vor Ort gewirkt haben
- Martin Hemmer (1863–1947), Pfälzer Priester und Prälat (Monsignore) aus Niederlustadt, in der Erzdiözese Breslau tätig, als Flüchtling bei seiner Nichte in Hainfeld gestorben. Sein Grab auf dem örtlichen Friedhof wurde zur Gedenkstätte und zum regelmäßigen Treffpunkt für die Heimatvertriebenen seiner letzten und langjährigen Pfarrei Schmottseiffen/Schlesien.
- Nikolaus Lauer (1897–1980), katholischer Theologe, starb vor Ort
- Viktor Carl (1925–2007), Autor und Lehrer[16][17]
- Carl Werner Müller (1931–2018), Altphilologe, starb vor Ort
- Annette Borell. 1987/1988 Pfälzische Weinkönigin
- Birgit Schehl (* 1969), 1990/1991 Deutsche Weinkönigin
- Thomas Hitschler (* 1982), Politiker (SPD), lebt in Hainfeld.